# Centrale nucleare KANUPP
La centrale nucleare KANUPP (acronimo inglese per Karachi Nuclear Power Plant), conosciuta anche come centrale nucleare di Karachi, è una centrale nucleare pakistana situata presso la città di Karachi, nel Sindh, è la prima centrale pakistana, ha un reattore CANDU da 125 MW, a cui nel 2015 sono stati aggiunti altri due reattori Hualong 1 per circa 2000 MW.